# Powiat Schildberg
Powiat Schildberg, powiat Ostrzeszow (niem. Kreis Schildberg, Kreis Ostrzeszow, pol. powiat ostrzeszowski) – niemiecki powiat istniejący w okresie od 1818 do 1919 r. na terenie prowincji poznańskiej.
Powiat Ostrzeszow utworzono w 1818 r. w Prowincji Poznańskiej, a siedzibą powiatu było Kępno. Później miasto Ostrzeszów i powiat zmieniły nazwę na Schildberg. W 1887 r. południową część powiatu z Kępnem wydzielono w powiat Kempen i. Posen. W 1918 r. w Prowincji Poznańskiej wybuchło powstanie wielkopolskie przeciwko rządom niemieckim, a powiat znalazł się pod kontrolą powstańców (z wyjątkiem południowo-zachodniej części z gminą Kobyla Góra). W ramach traktatu wersalskiego z 1919 r. terytorium całego powiatu Schildberg trafiło w 1920 r. do polskiego powiatu ostrzeszowskiego.
W 1910 r. powiat obejmował 75 gmin o powierzchni 519,65 km² zamieszkanych przez 37.290 osób.